# Epígenes de Cefísia
Epígenes de Cefísia (en llatí Epigenes, en grec antic Ἐπιγέτης) fou un filòsof grec fill d'Antífon, nascut al demos àtic de Cefísia.
Plató el menciona com un dels deixebles de Sòcrates que van estar amb ell als seus darrers moments. Xenofont explica que Sòcrates el va recriminar per no seguir els exercicis corporals necessaris per mantenir la salut i la força.